# KYMCO

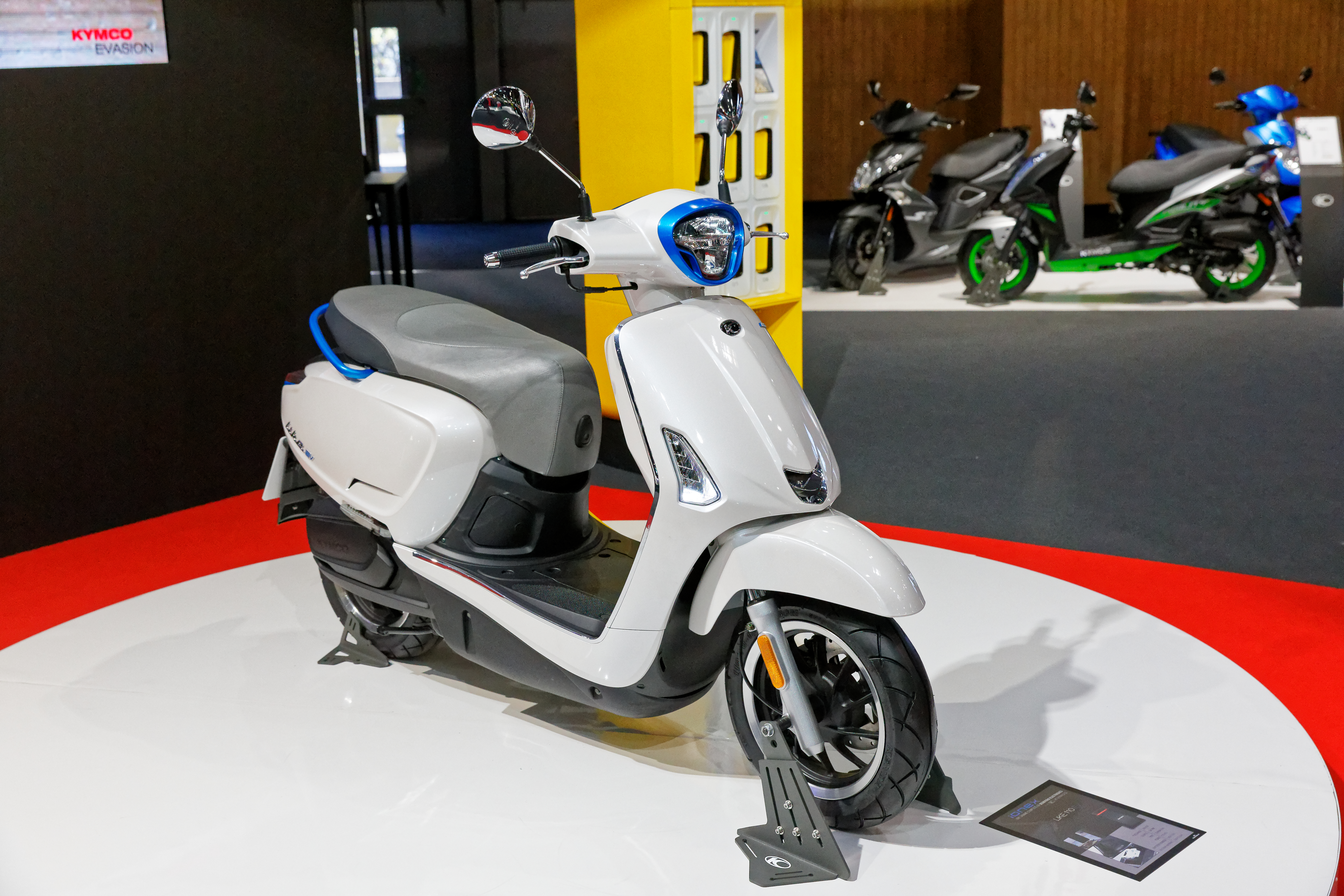
Kymco Like 110 EV (2018)

Kwang Yang Motor Company (KYMCO) és la principal marca de motocicletes de Taiwan.
La marca està principalment dirigida a la fabricació d'escúters (des de 50 c. c. fins a 500 c. c.), de gran acceptació en els països orientals, tot i que també fabrica altres tipus de motocicletes. A Espanya, a més a més d'escúters, distribueix motocicletes tipus custom (fins a 250 c. c.) i quads (fins a 300 c. c.).
Els primers vehicles es produeixen sota llicència d'Honda (CG 125, XLR 125, NSR 125...). El 1990 comença el producte KYMCO sota la seva pròpia marca, amb èxit creixent. A Europa hi arribà el 1996. Des d'aleshores, l'empresa ha anat produint més d'un milió de vehicles cada any.
Alguns dels models més coneguts de la marca:
- Agility 50/125
- Super dink 125/300
- Gran dink 125/300
- Xciting S 400
- Xciting 500 R
- AK 550